# Speocirolana pelaezi
Speocirolana pelaezi là một loài chân đều trong họ Cirolanidae. Loài này được Bolivar y Pieltain miêu tả khoa học năm 1950.